# Hidden 3D
Hidden 3D è un film del 2011 diretto da Antoine Thomas.

## Trama
Brian Carter eredita dalla dottoressa Susan, sua madre, un ex centro di riabilitazioni per tossicodipendenti diretto dalla donna fino al giorno della morte. Brian credeva che l'edificio, soprannominato "Il santuario", fosse stato distrutto da un incendio, ma così non è. Giunto sul posto con un gruppo di amici, Brian si affida alla guida di Haley, un'amica di Susan. Durante la visita al centro, che il gruppo scopre essere un antico monastero, in Brian si risvegliano progressivamente memorie sepolte riguardo alla madre e alle sue poco ortodosse pratiche mediche, che si riveleranno al centro di uno spaventoso e letale segreto soprannaturale.